# هیکوری کورنرز، میشیگان
هیکوری کورنرز (به انگلیسی: Hickory Corners) یک منطقهٔ مسکونی در ایالات متحده آمریکا است که در شهرستان بری، میشیگان واقع شده‌است. هیکوری کورنرز ۵٫۳۸ کیلومتر مربع مساحت و ۳۲۲ نفر جمعیت دارد و ۲۸۸٫۶۵ متر بالاتر از سطح دریا واقع شده‌است.